# Carlos Salvador Bilardo

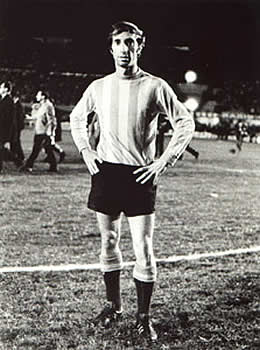
Bilardo com a jugador.

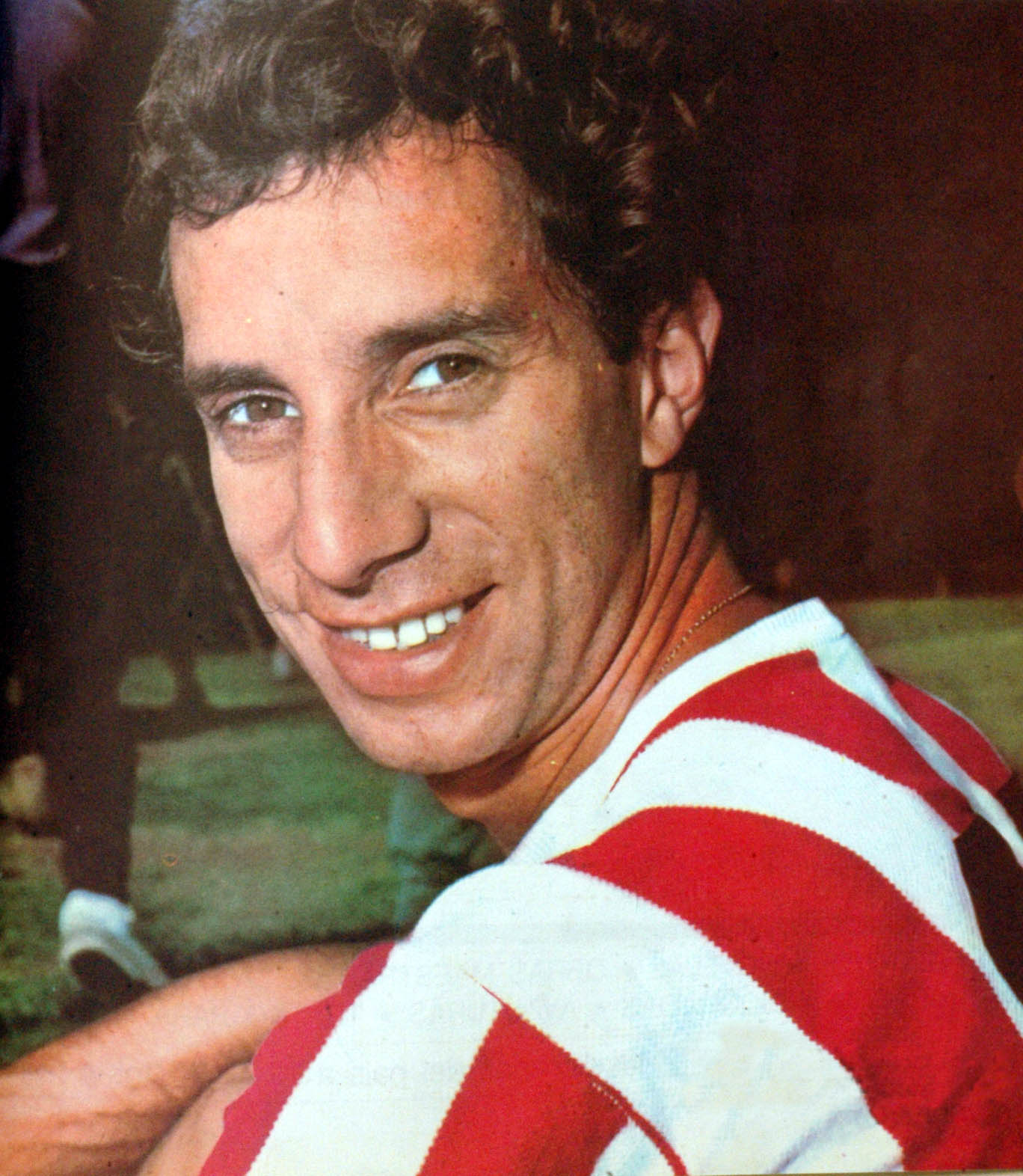
Bilardo a Estudiantes de La Plata el 1968.

Carlos Salvador Bilardo   (Buenos Aires, 16 de març de 1939) és un metge, exfutbolista i entrenador argentí. Jugava de migcampista i el seu primer equip va ser el San Lorenzo de Almagro. Va exercir com a analista esportiu a la cadena Fox Sports i va ocupar el càrrec de Secretari d'Esports de la província de Buenos Aires. Fou el Coordinador de Seleccions Nacionals de futbol de la República Argentina. Va néixer al barri de La Paternal.